# Charlotte Mörike

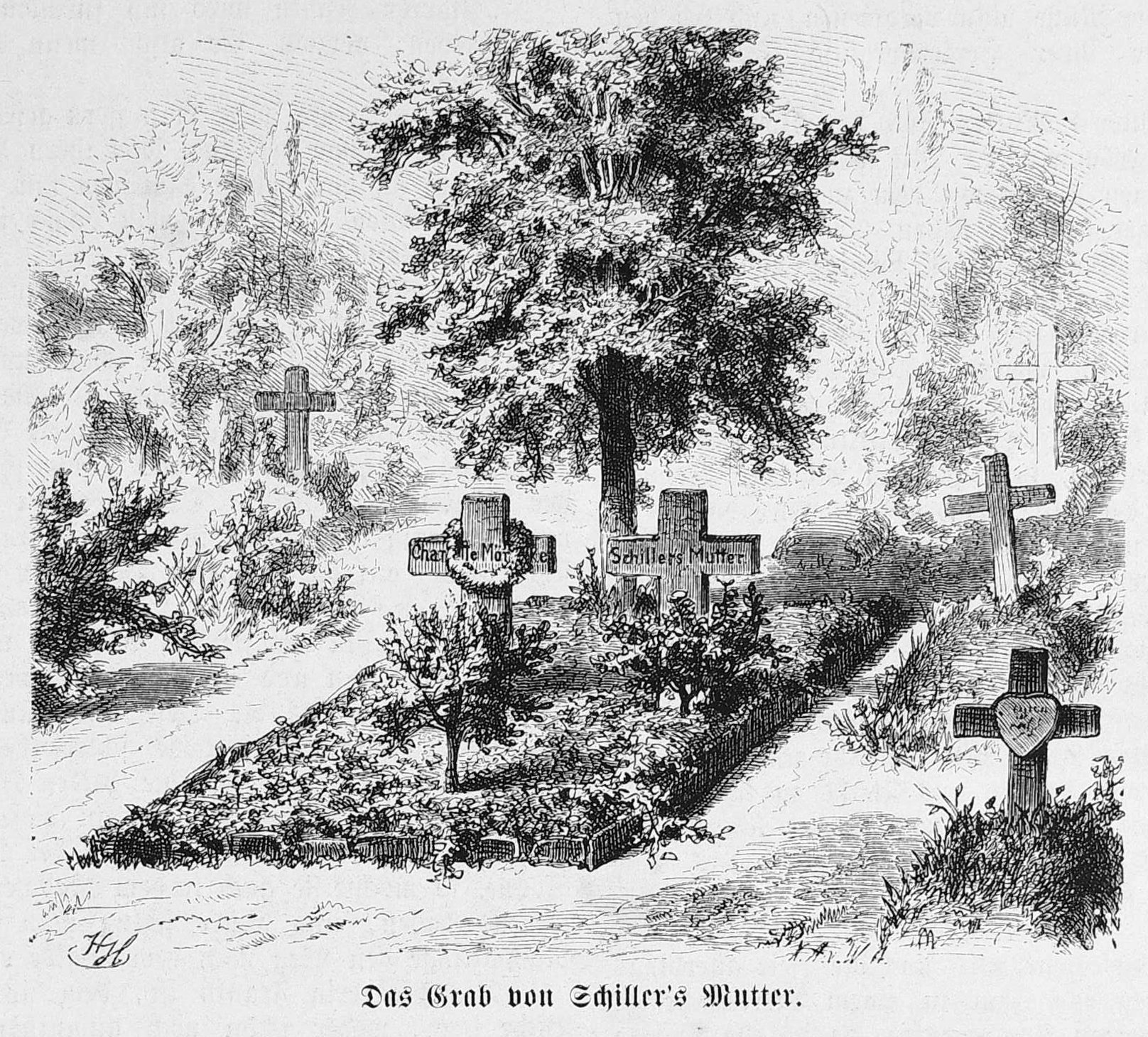
Grab von Charlotte Mörike neben dem Grab von Schiller’s Mutter (Abb. in der Gartenlaube (1874)).

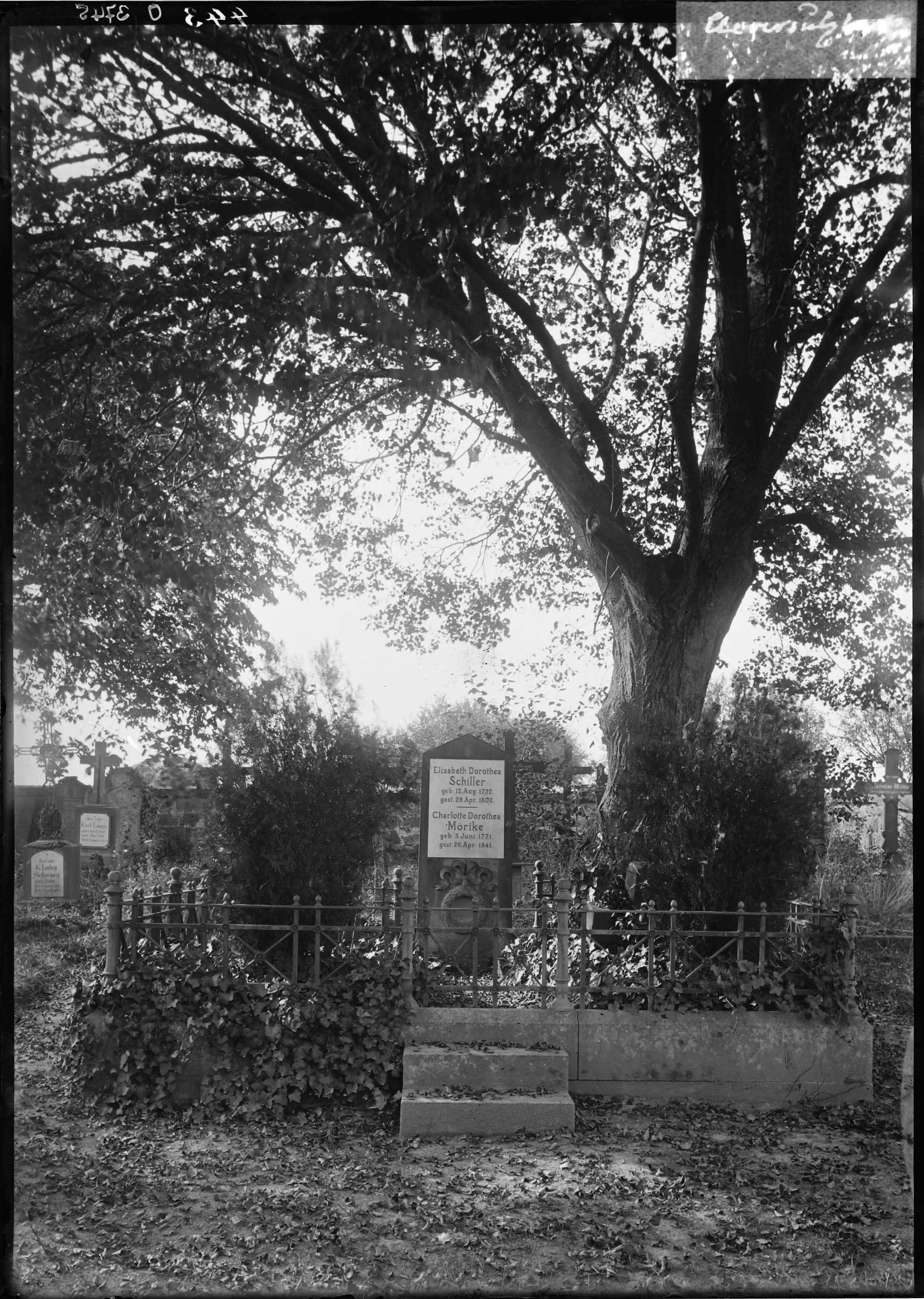
Zustand der Grabstätte im Jahr 1900.

Charlotte Dorothea Mörike (geborene Bayer bzw. Beyer am 3. Juni 1771 in Grafenberg; gestorben am 26. April 1841 in Cleversulzbach) war eine Pfarrerstochter, Arztgemahlin und Mutter Eduard Mörikes.

## Leben
Charlotte war das fünfte Kind des Pfarrers von Grafenberg, Christian Friedrich Beyer (1735–1808), und dessen Frau Augustine Friederike (1741–1809), geborene Weckherlin. Im elterlichen Haushalt wurde ihr ein mehr humanistisches denn pietistisches Weltbild vermittelt. 1779 zog die Familie nach Beuren um. Sie lernte 1791 bei einem Besuch in Ludwigsburg den sieben Jahre älteren Stadt- und Amtsphysikus Karl-Friedrich Mörike kennen. Das Paar heiratete 1793 trotz anfänglicher Bedenken ihres Vaters. Aus der Verbindung entsprangen zwischen 1794 und 1816 dreizehn Kinder, von denen jedoch mehrere in jungen Jahren starben. Die junge Mutter widmete sich voll der Pflege der Kinder und vermittelte ihnen im Ausgleich zur Ernsthaftigkeit und dem Wissen des gebildeten Vaters ihre eigene Lebensfreude und Empfindsamkeit. Diese Charaktereigenschaften schätzte ihr Dichtersohn, ihr siebtes Kind, an ihr sehr.
Im September 1817 starb ihr Mann an den Spätfolgen eines Schlaganfalls, den er in den Krisenjahren der Napoleonischen Kriege erlitten hatte, und sie sah sich gezwungen, die noch nicht erwachsenen Kinder in der Verwandtschaft zu verteilen, da sie diese als Witwe nicht allein großziehen konnte. Nachdem das Haus der Familie in Ludwigsburg (heute: Obere Marktstraße 2) und Teile der „Fahrnis“ bereits im November 1817 zur Versteigerung ausgeschrieben worden waren, zog sie häufig um und beherbergte auch gelegentlich ihre Kinder, wenn diese in der Nähe Arbeit gefunden hatten. Die zwei älteren Söhne Karl und Adolph Mörike gerieten mehrfach in Konflikt mit dem Gesetz, der Sohn Eduard fühlte sich dennoch verpflichtet, stets für alle Verwandten aufzukommen. 1834 zog sie schließlich mit Eduard in dessen Pfarrhaus in Cleversulzbach. Dort starb sie 1841.
Ihr Sohn beerdigte sie in einem Grab auf dem Friedhof des Orts unmittelbar neben Schillers Mutter. Deren Begräbnisstätte hatte Mörike selbst sieben Jahre zuvor dem Vergessen entrissen, indem er darauf ein Steinkreuz  aufstellen ließ, in das er zuvor eigenhändig die Inschrift Schillers Mutter eingemeißelt hatte. Die gemeinsame Grabstätte beider Frauen ist bis heute erhalten.

## Sonstiges
Ein „Trinkglas von Charlotte Mörike“ gelangte 1903 aus dem Nachlass ihrer Tochter Klara (1816–1903) geschenkweise an das Schillermuseum in Marbach am Neckar.